# Museu da Saudade
Museu da Saudade foi um museu localizado em Guaçuí. Foi fundado em 2013 pelo colecionador João Bosco Figueiredo. O acervo era composto de peças antigas, como instrumentos musicais e ferramentas de trabalho. A expectativa era que objetos do passado despertassem saudade nos visitantes.
Foi desativado, por falta de recursos.